# Antonio Boselli
Pour les articles homonymes, voir Boselli.
Antonio Boselli (1480, San Giovanni Bianco - 1532 Bergame) est un peintre de l'école vénitienne du XVIe siècle.

## Biographie
Antonio Boselli a réalisé les fresques liées à l'iconographie de Saint Augustin dans l'église San Nicola à Almenno San Salvatore.
Parmi les différentes œuvres qui lui sont attribuées se détachent diverses représentations d'Augustin, seul ou avec d'autres saints ou encore avec la vierge Marie.
Les fresques furent réalisées très certainement entre 1503 et 1518.